# Plebejus libisonis
Plebejus libisonis är en fjärilsart som beskrevs av Hans Fruhstorfer 1911. Plebejus libisonis ingår i släktet Plebejus och familjen juvelvingar. Inga underarter finns listade i Catalogue of Life.